# Ho Chi Minh
Ho Chi Minh (vietnamita: Hồ Chí Minh)  (Kim Liên, 19 de maig de 1890 - Hanoi, 2 de setembre de 1969), ( ? i  escolteu-ne la pronunciació en vietnamita), és el nom pel qual va ésser conegut Nguyễn Sinh Cung, també anomenat Oncle Ho (Bác Hồ). Fou un líder polític i revolucionari vietnamita, i president de la República Democràtica del Vietnam (1945-1969). Per molts és considerat el pare de la nació vietnamita.

## Infància i Joventut
Ho Chi Minh va néixer el 19 de maig de 1890 a la comuna de Kim Lien, districte de Nam Dan, a la província de Nghe An, pertanyent a la regió de la Costa Central Nord. Fill de Nguyễn Sinh Sắc i de Hoàng Thị Loan, va tenir una germana, Nguyễn Thị Thanh i dos germans, Nguyễn Sinh Khiêm i Nguyễn Sinh Xin.

### Antecedents familiars i primera infància
El pare de Ho Chi Minh, Nguyễn Sinh Sắc, orfe des dels quatre anys, va ser criat primer pel fill de la segona esposa del seu pare al poble de Kim Lien i, ja a l'adolescència, al poble de Hoang Tru pel mestre Hoang Duong, un erudit local que el va educar en els clàssics del confucianisme. En arribar a l'edat adulta es va enamorar d'una de les filles del Mestre Hoang, Hoàng Thị Loan amb qui es va casar al 1883. Mentre Sinh Sắc continuava amb els seus estudis van tenir tres fills: Nguyễn Thị Thanh al 1884, Nguyễn Sinh Khiêm al 1888 i Nguyễn Sinh Cung al 1890.
Al 1894 Nguyễn Sinh Sắc va passar els exàmens per a l'administració pública i va obtenir el grau de cu nhan (l'equivalent en l'educació confucianista a un actual grau de màster). Tot i rebre com a obsequi en el seu poble uns terrenys, va decidir continuar estudiant. L'any 1895 va intentar passar els exàmens imperials, però no va aconseguir aprobar. Va traslladar tota la família a Hue, on estudiaria per intentar-ho un segon cop. Al 1898, Sắc va tornar a suspendre els exàmens i va decidir acceptar una feina com a mestre en el poblet de Duong No. L'any 1900 li van oferir una feina important a Thanh Hóa i s'hi va desplaçar amb el seu fill Khiem, deixant la resta de la familia a Huế. Mentre Sắc i Khiêm eren fora, Hoàng Thị Loan va donar a llum a un altre germà, Nguyễn Sinh Xin, pero va quedar molt dèbil i va morir poc després del part al 1901. En assabentar-se de la notícia Sắc va tornar a Hué i es va endur tota la familia de tornada cap al poble de Hoang Tru on al cap de pocs mesos deixaria els fills a càrrec de la seva sogra per retornar ell a Hué. Poc després el germà petit, Xin, moriria amb només un any d'edat.
En el següent intent, Sắc va aconseguir el grau de pho bang (doctorat) en els exàmens imperials. El seu poble natal, Kim Lien, el va obsequiar amb una casa i unes hectàres de terreny així que la família es va traslladar a viure-hi.

### Educació i primers passos en política
La costum de l'època era canviar el "nom de llet" dels infants un cop arribaven a l'adolescència. Nguyễn Sinh Cung, a 11 anys va rebre el nom de Nguyễn Tat Thanh, que significa "aquell que tindrà èxit". Amb aquest nou nom, Thanh va seguir estudiant els clàssics a una escola local on ensenyava Vuong Thuc Qui, amic del seu pare i fill del Vuong Thuc Mau, rebel que havia lluitat contra el poder colonial francès des de 1885 fins que es va suïcidar per evitar l'arrest. Vuong Thuc Qui va combinar l'ensenyament dels clàssics del confucianisme amb la inculcació d'un fort sentiment patriòtic als seus alumnes. Quan va tancar l'escola per seguir els passos del seu pare, Thanh va tornar a estudiar sota l'ensenyament de Nguyễn Sinh Sắc.
Un dels coneguts del pare de Thanh era Phan Boi Chau, qui acabaria sent una figura rellevant de l'anticolonialisme al país. Chau hauria proposat a Thanh unir-se al seu moviment Dong Du, pero Thanh hauria refusat l'oferta perquè, segons s'explica en la seva autobiografia, preferia anar cap a França per conèixer el motiu pel qual Occident era tant poderós. Sembla que per complir aquest objectiu, cap al 1905 Thanh va començar a estudiar francès amb un amic del seu pare que poc després matricularia els seus dos fills a una escola franco-vietnamita a Vinh.
Després de molts anys de negar-s'hi, finalment a finals de maig de 1906, Nguyễn Sinh Sắc va prendre possessió del càrrec que li van oferir a l'administració estatal a Hué. Nguyen Tat Thanh i el seu germà van acompanyar el seu pare. A Hue, el seu pare va enviar Nguyen Tat Thanh i el seu germà a assistir a l'escola primària franco-vietnamita de Dong Ba. Al 1907 tant Thanh com el seu germà haurien passat les proves d'admissió a la Academia Nacional (Quoc Hoc) l'escola de més alt nivell a Hué. En el temps que va passar en aquesta acadèmia Thanh hauria començat a mostrar actituds desafiants contra la monarquia vietnamita. Després que l'abril de 1908 s'unís a una manifestació de camperols que reclamaven millors condicions, Thanh va ser expulsat de l'acadèmia a petició de les autoritats franceses. A partir d'aquí es convertiria durant uns anys en una persona perseguida per les autoritats i passaria a viure en la semi clandestinitat. Després d'un periple cap al sud, Thanh va trobar feina com a instructor a l'escola Duc Thanh de Phan Thiết, a prop de la frontera entre Annam i la Cotxinxina.
Al 1910, Thanh va continuar cap al sud i va embarcar-se en un mercant a Da Nang amb destí a la ciutat de Saigon. Poc després de la seva partença de Phan Thiet, les autoritats franceses haurien arribat a la ciutat demanant per ell i poc després haurien obligat a tancar l'escola. A Saigon, Thanh va assistir a clases a una escola de formació professional en fusteria i metalisteria, però la va abandonar als pocs mesos i es va guanyar la vida venent diaris. Poc després, ja amb 21 anys, i sota el nom de Ba, va trobar feina com a ajudant de cuina en el buc Amiral Latouche Tréville.

## Periple fora del Vietnam

### Vida de mariner (1911-1912)
Sota el pseudònim de Ba, va treballar de mariner durant més de tres anys durant els quals va visitar diferents ports d'Àfrica i Amèrica. El 5 de juny de 1911, l'Amiral Latouche Tréville va salpar de Saigon en ruta cap a Marsella fent parades a Singapur, Colombo i Port Saïd i va arribar a destinació el 6 de juliol de 1911. Des de Marsella, Thanh va escriure una carta dirigida al president de la República Francesa demanant ser admès a l'Escola Colonial. La seva petició seria rebutjada uns mesos després. Thanh va tornar a embarcar amb l'Amiral Latouche Tréville cap a Saigon, on hauria arribat cap a mitjan octubre d'aquell any. Sembla que quan va arribar Thanh va intentar establir contacte amb el seu pare, sense èxit. De nou es va embarcar i va tornar cap a Marsella i d'allà va anar a Le Havre.
A Le Havre s'hi hauria estat un temps vivint i treballant com a jardiner a la casa d'un propietari de vaixells. Sembla que en aquesta època podria haver fet la seva primera visita a París on potser hauria conegut Phan Chu Trinh. Al cap d'uns mesos, ja al 1912, hauria trobat feina de nou en un vaixell, aquest cop un amb ruta cap a Àfrica i Àsia. En els següents mesos hauria recalat a Algèria, Tunísia, el Marroc, l'Índia, Aràbia Saudí, el Senegal, el Sudan, Dahomey i Madagascar. Durant la seva estada a França i el seu pas per les colònies franceses, Thanh es va adonar que els francesos tenien un comportament a la metròpoli i un altre a les colònies on per a ells la vida dels asiàtics o els africans no tenia cap valor.

### Estada a Amèrica i Anglaterra (1912-1917)
L'any 1912, Thanh s'hauria embarcat cap a Amèrica on sembla que hauria viscut un temps a Nova York i a Boston. Allà hauria estat testimoni del maltractament als negres i inclús de linxaments als estats del sud, i s'hauria adonat que els Estats Units tampoc eren la solució per acabar amb el colonialisme francès. Tot i que no hi ha un registre exacte, sembla que al 1913 hauria marxat dels Estats Units i hauria anat a Londres a aprendre anglès. Sembla que va a viure a Londres de 1915 a 1917, any en què va anar a viure a França, hi hauria tingut diverses feines: va treballar netejant neu en una escola, carregant carbó en una caldera i finalment com a ajudant de cuina en el Drayton Court Hotel i més tard a l'Hotel Carlton. Des de Londres hauria mantingut correspondència amb Phan Chu Trinh. No hi ha fonts fiables sobre que va fer Thanh durant els anys de Primera Guerra Mundial a Londres, segons algunes fonts s'hauria involucrat amb organitzacions sindicals.

### Estada a França (1917-1923)
Segons diverses fonts, Thanh hauria arribat a París cap al 1917. S'hauria instal·lat en un hotel atrotinat de Montmartre i hauria començat a assistir a trobades de la delegació local del Partit Socialista Francès. En aquestes trobades sembla que hauria conegut a Boris Souvarine que l'hauria introduït també al grup de debat Club de Faubourg, fundat per Léo Poldes. També des de l'arribada a París, Thanh s'hauria relacionat amb part del moviment anticolonial vietnamita. Aquest moviment, aglutinat en l'associació Hoi dong Than ai (Associació Fraternal de Compatriotes) era poc actiu en aquella època i estava liderat sobretot pel company de graduació del seu pare Phan Chu Trinh i el seu col·lega Phan Van Truong.

#### Activisme polític

Imatge de Ho Chi Minh presa cap a 1921

L'any 1919, Nguyễn Tat Thanh, hauria fundat una nova associació anomenada Association des Patriotes Annamites, de la qual Trinh i Truong figuraven com a directors però que sembla que era liderada ja per Thanh. Des d'aquesta associació i amb l'ajuda de Phan Van Truong per ajudar-lo en el redactat en francès, Than, sota el pseudònim de Nguyen Ai Quoc (El Patriota Nguyen) va redactar una declaració de vuit punts per sol·licitar a la Conferència de Versalles igualtat de drets per als súbdits de la colònia francesa d'Indoxina i l'amnistia de tots els presos polítics vietnamites, entre altres demandes. El mateix Thanh hauria entregat en persona la declaració als delegats de les grans potències mundials allà presents i per assegurar-se que la declaració tenia ressò més enllà de la conferència, l'hauria publicat al diari L'Humanité.
Tot i que la declaració no va suposar cap mesura concreta en el Tractat de Versalles sí que va generar preocupació en el govern francès. Còpies de la declaració s'havien imprès i es repartien a Hanoi. Nguyen Ai Quoc, de qui el govern francès no coneixia encara la identitat real, va ser cridat al ministeri de les colònies per a entrevistar-se amb el governador-general Albert Sarraut. També entre la comunitat vietnamita a França la declaració va causar furor i el va convertir en una figura coneguda. Durant la seva estada a França i sempre sota el pseudònim de Nguyen Ai Quoc va denunciar diverses vegades les atrocitats comeses pel poder colonial francès tant al Vietnam com en altres colònies en articles a publicacions com l'Humanité, La Vie Ouvriere o Le Paria.
Aquesta notorietat, li hauria permès també ser admès com a membre de ple dret del Partit Socialista Francès i al 1920 va començar a assistir a trobades del partit de forma regular. Però Monsieur Nguyen, com sembla que el van començar a anomenar després de 1919, poc a poc va anar descobrint que els seus companys de partit tenien molt poc interès en resoldre el problema dels vietnamites i altres pobles colonitzats i se centraven només en tractar temes que afectaven la metròpoli. Aquest desencant hauria passat mentre dins del partit socialista es produïa una divisió entre els més moderats partidaris de seguir donant suport a la Segona Internacional i aquells que creien que la via era unir-se a la Tercera Internacional creada per Lenin.

#### Transició del socialisme al comunisme
Després de llegir “La tesi en questions nacionals i colonials" de Lenin, Thanh va veure que les tesis de Lenin i de la Tercera Internacional eren les que tenien mes en compte la situació dels pobles oprimits de les colonies. La seva aproximació al comunisme va ser inicialment des d'un punt de vista d'alliberament nacional, però segons els seus propis escrits, a mesura que va anar formant-se en el marxisme-leninisme es va anar convencent que l'alliberament colonial només es podia fer mitjançant aquesta doctrina i la revolució proletaria. Poc a poc, Than anava transitant cap a una via més radical de com obtenir l'alliberament del seu poble. Això va generar tensions amb el grup amb qui compartia allotjament. Durant 1919, Thanh hauria anat a viure a l'apartament que Phan Chu Trinh tenia al carrer Villa des Gobelins però el seu suport a les tesis més radicals de Lenin haurien fet que tingués enfrontaments verbals sovint amb companys de pis més moderats.
Al desembre de 1920 es va organitzar un congrés del Partit Socialista Francès per decidir si es donava suport a unir-se a la Comintern fundada per Lenin. Ho Chi Minh va aconseguir que el nomenéssin com a representant d'un grup de membres del partit provinents d'Indoxina. El resultat del congrés va ser un aclaparador 70% a favor d'unir-se a la Tercera Internacional, però els membres més moderats havien abandonat el congrés tan bon punt van veure que havien perdut la votació. Aquells que es van quedar van decidir fundar el Partit Comunista Francés escindint-se del partit socialista. Nguyen Ai Quoc en va ser membre fundador i ferm impulsor de l'antirrevisionisme i la unió de la Tercera Internacional.
Malgrat la formació del nou partit que prometia atacar el problema del colonialisme, ben aviat Nguyen Ai Quoc va adonar-se que entre les files comunistes tampoc la qüestió colonial no rebia l'atenció que ell considerava que mereixia. Els seus escrits haurien anat tornant-se cada cop més crítics amb els francesos, fins al punt que a partir de 1921 va començar a signar articles sota el pseudònim Nguyen o Phap, que significa Nguyen el que odia els francesos.

### Estada a l'URSS (1923-1924)
A l'octubre de 1922, hauria conegut al oficial del Comintern de l'URSS Dmitri Manuilski que l'hauria sentit parlar en el congrés del Partit Comunista queixar-se de la falta d'atenció que el partit donava a la qüestió colonial. Durant el 1923, el mateix Manuilski hauria convidat Nguyen Ai Quoc a viatjar a Moscou i a treballar des d'allà per al Comintern. L'estiu d'aquell any Nguyen Ai Quoc es va traslladar a Moscou, on només arribar va ser assignat a treballar a la central del Comintern, a l'Oficina de l'Extrem Orient.
Nguyen Ai Quoc s'hauria fet notar de seguida i va expressar al Comitè Executiu del Comintern que els camperols havien de tenir un rol clau en la lluita antiimperialista ja que sent els que pitjor havien estat explotats pels colons, tenien forts sentiments nacionalistes. Probablement per això i per ser un dels pocs asiàtics treballant pel Comintern a Moscou, va ser escollit com a delegat per assistir a la Conferència Internacional de Camperols, que es va fer a partir del 10 d'octubre de 1923 a Moscou. De la conferència n'hauria sortit l'acord per crear la Camperola Internacional (Krestyanskii Internatsional) i el Consell Camperol Internacional en el qual Nguyen Ai Quoc seria inclòs com un dels 11 membres del seu comitè administratiu.
A Moscou es va enrolar en un curs de set mesos a la Universitat Comunista dels Obrers de l'Est, centre pensat per educar a futurs líders comunistes i en el qual a part d'una varietat de temes també s'hi feia entrenament militar. També hauria tingut temps per escriure i ho va fer de forma regular en diverses publicacions tant a la revista soviètica Inprecor com a les revistes d'esquerres franceses en les quals havia publicat durant la seva estada a París. D'aquesta etapa destaca la publicació de Le Procès a la colonisation française, que presenta testimonis com a prova de les atrocitats franceses a les colònies. Descriu la violència de guerra, la brutalitat, la humiliació, el racisme, el robatori de propietats, l'explotació econòmica, etc. Els principals flagells que aclaparen els pobles colonitzats s'hi descriuen i s'exposen sense complaença amb un toc d’ironia sobre la missió civilitzadora de França.
Les seves crítiques aviat van dirigir-se cap als seus propis companys comunistes. Al Cinquè congrés de la Comintern celebrat al estiu de 1924, Nguyen Ai Quoc es va adreçar als seus camarades amb retrets pel fet que aquests seguien centrant-se en la revolució a les metròpolis i oblidant-se de la importància que les colònies tenien dins de l'estructura de poder del capitalisme.
Durant la seva estada a Moscou, hauria conegut a figures destacades del comunisme mundial com Nikolai Bukharin, Otto Kuusinen, Gueorgui Dimitrov o Ernst Thälmann i a figures rellevants en la futura història d'Àsia com Chiang Kai-shek.

### Estada a la Xina (1924-1927)
La intenció de Nguyen Ai Quoc era estar uns pocs mesos a Moscou com a pas previ per retornar cap al seu país, quan la seva partida cap a Vietnam es va ajornar diverses vegades, aquest es va impacientar. Després que insistís diverses vegades, finalment la seva proposta d'anar a Guangzhou, per des d'allà cercar els col·laboradors necessaris per fundar un partit comunista a Vietnam va ser acceptada el setembre de 1924 pel Dalburo. Cap al mes d'octubre, Nguyen Ai Quoc se n'hauria anat de Moscou en tren amb el transsiberià amb destí Vladivostok des d'on agafaria un vaixell per arribar a Guangzhou (Canton).
Poc després de la seva arribada a Guangzhou, Nguyen Ai Quoc s'hauria posat en contacte amb alguns dels ex-col·laboradors del famós dissident Pan Boi Chau que havien format el seu propi partit Tam Tam Xa (Societat dels Cors Batents) i havien estat els organitzadors de l'intent d'assassinat del governador general d'Indoxina Martial Merilin. Amb alguns d'aquests membres, hauria fundat al 1925 la Lliga de Joves Revolucionaris del Vietnam (vietnamita: Việt Nam Thanh Niên Cách Mệnh Đồng Chí Hội) que hauria estat la primera organització marxista d'Indoxina i la seva fundació hauria marcat l'inici del comunisme al Vietnam. Els objectius de la lliga haurien estat, "primer, derrocar l'imperialisme i aconseguir la independència del Vietnam i segon, eliminar les diferencies de classe i fer la revolució mundial".
La lliga hauria organitzat una escola per formar joves patriotes vietnamites que haurien estat reclutats i haurien viatjat a Canton per estudiar sobre el capitalisme, la propia lliga, el marxisme-leninisme o temes locals com la ideologia de Sun Yat-Sen. Nguyen Ai Quoc hauria estat professor sota el pseudònim de Vuong. Un cop formats els joves patriotes retornaven a Vietnam per estendre el missatge de la lliga i per reclultar més joves. Per ajudar els joves reclutes a entendre la ideologia que se'ls hi explicava, el propi Nguyen Ai Quoc va escriure El Camí Revolucionari, un resum de la ideologia marxista-leninista i com s'hauria d'aplicar al Vietnam. Una de les adaptacions més rellevant de la ideologia a la realitat vietnamita és que Nguyen Ai Quoc va donar una gran importància al camperolat dins de la revolució que havia de venir, cosa que altres anteriorment no havien fet.
L'octubre de 1926 Nguyen Ai Quoc es va casar amb Zeng Xueming. El matrimoni va poder estar menys d'un any convivint junts ja que l'abril de 1927 Chiang Kai-shek, que s'havia fet amb el lideratge del Partit Nacionalista Xinès a la mort l'any 1925 de Sun Yat-sen, va començar a assassinar comunistes, després que l'ala esquerra del seu partit demanés el seu relleu. Segons informes dels agents de la Surete que el seguien i que l'identificaven amb el pseudònim que feia servir, Ly Thuy, aquest va haver d'amagar-se i al maig d'aquell any se'n va anar de la Xina.

### 1927 fins a la detenció al 1931
Quan va fugir de la Xina, Nguyen Ai Quoc va intentar establir-se a Hong Kong, però les autoritats britàniques van refusar la seva entrada. De Hong Kong hauria anat a Shanghai i d'aquí a Vladivostok des d'on hauria rebut instruccions del Comintern per tornar cap a França. A França hi hauria estat uns mesos pero finalment hauria aconseguit l'autorització per tornar cap al Sud-Est Asiàtic i s'hauria establert un temps a Siam, des d'on hauria ajudat a organitzar als vietnamites anticolonialistes de la zona. Alguns d'aquests vietnamites eren antics seguidors de Phan Boi Chau i altres estaven organitzats ja en quatre branques de la Lliga de Joves Revolucionaris.
Els anys 1928 i 1929, tensions dins de les files anticolonialistes van derivar en divisions internes i en la creació de diversos partits que lluitaven per l'hegemonia comunista i anticolonialista. A principis de 1930 Nguyen Ai Quoc hauria viatjat primer a Canton i després a Hong Kong per intentar reunificar les diferents faccions. Nguyen Ai Quoc hauria convençut als delegats del Partit Comunista d'Annam, del Partit Comunista d'Indoxina i als membres de la Lliga de Joves Revolucionaris de dissoldre aquestes organitzacions i formar-ne una de nova amb el nom de Partit Comunista de Vietnam.
El 6 de juny de 1931, estant a Hong Kong, la policia britànica el va detenir a l'apartament del barri de Kowloon on residia. La detenció previa del membre francès del Comintern, Joseph Ducroux, hauria permès a les autoritats britàniques descobrir el lloc on vivia Nguyen Ai Quoc. Va estar detingut durant un any i mig mentre es produïa el procés judicial que havia de decidir si era extradit a Indoxina o simplement deportat.

### Alliberament i retorn a Moscou (1932-1938)
Finalment al desembre de 1932 se l'hauria deixat liiure amb la condició d'abandonar Hong Kong en 21 dies. Ja al 1933, va intentar anar a Singapur, pero va ser retornat a Hong Kong. Poc després va agafar un vaixell cap a la ciutat xinesa de Xiamen i després d'unes setmanes aquí va viatjar a Shanghai. A Shanghai hauria rebut ajuda de membres del Partit Comunista Xinès i del seu amic Paul Vaillant-Couturier per poder agafar un vaixell cap a Vladivostok. D'aquí hauria viatjat de nou a Moscou on hauria arribat durant la primavera de 1934. A Moscou Nguyen Ai Quoc hauria aprofitat per recuperar-se, s'hauria enrolat a la Universitat Lenin en un curs de 6 mesos i hauria tutoritzat al grup d'estudiants vietnamites enrolats a l'Escola Stalin. Algunes fonts indiquen que podria inclús haver estat jutjat, tot i que no se sap quins haurien estat els càrrecs, pero se l'hauria absolt. Probablement, les seves idees, més inspirades en la ideologia de Lenin que no pas en la nova doctrina d'Stalin podrien haver estat la causa.
Des de la conferència de fundació de Partit Comunista del Vietnam al 1929 (que posteriorment va ser reanomenat Partit Comunista d'Indoxina seguint instruccions del Comintern), Nguyen Ai Quoc havia quedat marcat com algú amb idees antiquades. L'estratègia plantejada per ell, inspirada en les idees de Lenin de Front Unit, indicava que calia aprofitar als nacionalistes locals per fer primer una revolució anti imperialista i un cop fet això fer la revolució socialista. La nova línia de pensament del Comintern indicava que s'havia de renunciar a col·laborar amb qualsevol que no fos comunista i deixar de banda les aspiracions nacionals per fer la revolució socialista.
Pero al 1935, el Setè congrés de la Internacional Comunista hauria marcat un canvi d'estratègia, on s'indicaba als diferents partits comunistes que havien de tornar a l'estratègia del front unit, aliant-se amb altres forces progressistes encara que no fossin comunistes. Aquest canvi d'estratègia, molt en la línia de les idees de Quoc, s'hauria fet per la necessitat de lluitar contra l'amenaça del Nacional Socialisme de Hitler. Poc després del congrés, Nguyen Ai Quoc hauria demanat que se l'enviés de tornada a Vietnam, pero se li va indicar que havia de quedar-se a Moscou.

### Segona estada a la Xina (1938-1941)
Tot i que la seva intenció era tornar a Vietnam, finalment al 1938 se'l va autoritzar a tornar a la Xina. El viatge l'hauria fet amb tren, passant per Alma-Ata, Lanzhou i arribant a Xi'an. D'aquí hauria anat fins a Yan'an i finalment hauria arribat a Guilin. A la Xina en aquell moment hi havia una aliança temporal entre els comunistes i el Guomindang per lluitar conjuntament contra la invasió japonesa que havia començat l'any 1931.
L'any 1939 els nacionalistes del Guomindang i els comunistes van decir crear un camp d'entrenament militar a Hengyang, uns 360 quilòmetres al nord de Guilin. A la ciutat de Nanywe, propera al camp d'entrenament, es va crear un institut per entrenar les tropes en la guerra de guerrilles. Nguyen Ai Quoc va ser enviat a aquest institut com a administrador i operador de ràdio. Poc després va viatjar a Longzhou per intentar contactar amb una cèl·lula del PCI, però no ho hauria aconseguit. Poc després hauria viatjat a Chongqing on s'hauria retrobat amb Zhou Enlai. Finalment l'any 1940 Nguyen Ai Quoc hauria anat a Kunming on una branca del PCI s'hi havia establert i allà es va trobar amb Phung Chi Kien. Durant les següents setmanes, Nguyen Ai Quoc, sota el pseudònim de Mr Tran hauria visitat diversos pobles de la frontera entre el Sud de la Xina i el Vietnam. A Kunming hauria conegut també a Phan Von Dong i a Vo Nguyen Giap.

## Retorn a Vietnam

### Retorn i estada a Pac Bo
Amb la derrota de França a la Segona Guerra Mundial contra l'Alemanya Nazi al juny de 1940 es va instal·lar a França el govern col·laboracionista de Vichy. Les noves autoritats franceses eren totalment impotents per fer front a les amenaces de l'Imperi japonès sobre la Indoxina francesa, i quan a la fi de setembre de 1940 l'exèrcit imperial japonès va entrar i va ocupar la colònia francesa ho van fer sense oposició de les autoritats de Vichy.
Ho Chi Minh hauria establert les condicions, segons el mateix Nguyen Ai Quoc pel retorn de l'exili comunista a Vietnam. El retorn de Nguyen Ai Quoc a Vietnam s'hauria produit al gener de 1941 en el qual ell, Vu Anh, Phung Chi Kien, Le Quang Ba i alguns altres companys de partit s'haurien vestit amb la roba típica de la minoria Nung i haurien caminat des de Jingxi, a la Xina fins a la regió fronterera de Vietnam de Pac Bo. En aquesta regió s'haurien establert en una cova i durant alguns mesos haurien treballat per intentar augmentar el suport per la seva causa a la zona i establir una xarxa de col·laboradors més amplia.
L'any 1940, Nguyen Ai Quoc hauria plantejat la idea de crear un nou front unit. Aquesta idea va ser ben acceptada i al maig de 1941, al Vuitè Plenari del Partit Comunista d'Indoxina que s'hauria celebrat a Pac Bo, s'hauria fundat la Lliga per la Independència del Vietnam (en vietnamita: Việt Nam Ðộc Lập Ðồng Minh), conegut habitualment com el Việt Minh, amb l'objectiu d'agrupar totes les forces patriòtiques per fer fora als francesos. En aquest vuitè plenari s'hauria ofert a Nguyen Ai Quoc ser el secretari general del partit, pero ell hauria refusat l'oferta. El càrrec hauria anat a parar a Truong Chinh.
Després del plenari, Nguyen Ai Quoc s'hauria quedat un temps més a Pac Bo, editant el diari Viet Nam Doc Lap que es distribuïa entre la població local, formant els membres més joves i preparant les següents fases en la seva estratègia per arribar al poder i expulsar els colons francesos. Poc després que acabés el plenari, hauria donat la instrucció a Phung Chi Kien de crear una nova base més al sud com a pas intermedi per anar avançant cap al delta del riu Roig. Aquest ho hauria fet a les muntanyes entre Nguyen Binh i Hoa An. Nuguey Ai Quoc s'hi hauria traslladat al gener de 1942.

### Empresonament a la Xina
L'agost de 1942, Nguyen Ai Quoc va empendre un nou viatge cap la Xina, sota la falsa identitat de ser un periodista xinès anomenat Ho Chi Minh (que significa el que il·lumina). A partir d'aquest moment seria el nom que faria servir. Ja a la Xina i quan es dirigien a Chongqing, Ho Chi Minh i el seu guia local haurien estat detinguts per la policia Xinesa. Durant més d'un any, Ho Chi Minh va estar empresonat o sent traslladat de presó en presó. Primer va passar un temps a la presó de Jingxi, després va ser traslladat a Debao, després a Nanning, a Guilin i finalment a Lizhou on havia de ser jutjat. D'aquesta època es conserva en forma de diari una sèrie de poemes escrits pel mateix Ho chi Minh.
En saber del seu empresonament, dirigents del partit van contactar agències de notícies internacionals per intentar que es pressionés al govern xinès per al seu alliberament. També es va fer arribar un missatge a Sun Ke, fill de Sun Yat-sen, i president en aquell moment del Yuan Legislatiu. Finalment hauria estat el general Zhang Fakui qui al setembre de 1943 hauria alliberat Ho Chi Minh, amb la idea que aquest l'ajudés a organitzar les forces nacionalistes vietnamites per fer fora els japonesos d'Indoxina.
Malgrat el seu alliberament, Ho Chi Minh no tenia total llibertat de moviment. Zhang Fakui va voler donar nova vida a la Dong Minh Hoi, que agrupaba forces nacionalistes del VNQDD, del Viet Minh i grups, com el Phuc Quoc, i per això va col·locar Ho Chi Minh com a sotspresident. Zhang Fakui i Ho Chi Minh haurien liderat l'organització d'una trobada de representants a l'estranger de la Dong Minh Hoi al març de 1944. A aquesta trobada hi haurien assistit representants del partit nacionalista VNQDD i Dai Viet i del Comunista d'Indoxina, i també representants del Viet minh.
Zhang Fakui hauria decidit que Ho Chi Minh era el millor candidat per dirigir les forces vietnamites i li hauria autoritzat de nou a sortir de la Xina. L'agost de 1944 Ho Chi Minh i alguns graduats vietnamites del centre d'entrenament on es trobaven van partir cap a Pac Bo. Pel camí se'ls hi haurien unit Vo Nguyen Giap i Vu Anh i a Pac Bo haurien arribat al 20 de septembre. Poc després, el mateix Vo Nguyen Giap hauria manifestat ser partidari d'iniciar ja una insurrecció armada però Ho Chi Minh hauria indicat que malgrat que cada cop hi havia més forces a la zona del Viet Bac, a la resta del país encara no es donaven les condicions per a una insurrecció generalitzada. Ho Chi Minh sí que hauria autoritzat a crear una primera brigada de l'Exèrcit d'Alliberament del Vietnam (EAV) amb finalitats propagandístiques que Vo Nguyen Giap hauria format tot seguit.

### Cercant suport dels Estats Units
El novembre de 1944, un pilot de les forces aèries dels Estats Units va tenir problemes amb el motor i va haver de saltar amb paracaigues caient a prop de la frontera sino-vietnamita. Els primers a arribar a la zona van ser membres del Vietminh, que van decidir portar-lo fins a Pac Bo perquè es trobés amb Ho Chi Minh. Ho Chi Minh hauria vist una oportunitat per establir contacte amb representants dels Estats Units i va decidir acompanyar a Shaw fins a la Xina. A Kunming ja al març de 1945, Ho Chi Minh es va entrevistar amb el tinent de la marina Charles Fenn i amb el general Claire Chenanault i tot i no aconseguir un reconeixement ni un supor explícit per al Vietminh, va aconseguir una ràdio, un operador i algunes armes. Després d'aquestes trobades Ho Chi Minh hauria estat portat per un avió nord-americà fins a Paise. Poc després, s'hauria entrevistat amb el capità Archimedes "Al" Patti amb qui haurien discutit opcions de col·laboració entre els Estats Units i el Vietminh i Al Patti li hauria demanat enviar algun operatiu al Vietnam per poder aconseguir informació per combatre els japonesos.
El 9 de març de 1945, les forces japoneses van derrocar el govern colonial francès i hi van col·locar un govern titella amb l'antic emperador Bao Dai com a cap d'estat. Ho chi Minh hauria aprofitat l'ocasió per enviar una nota als seus contactes nord-americans indicant que era el moment perquè els aliats acabessin amb el Japó atacant-lo a Indoxina. Al més d'abril, Ho Chi Minh hauria enviat uns panflets dirigits tant als aliats com a les Nacions Unides tot just creades perquè reconeguessin el dret del Vietnam a independitzar-se.

## Independència
Durant aquells mesos, Ho Chi Minh hauria seguit amb la ràdio proveïda pels Estats Units l'avanç de les forces aliades i la més que imminent derrota del Japó. Conscient de la importància del moment hauria urgit als quadres del partit a convocar una conferència de partit d'urgència per tractar la situació. A la trobada, Ho Chi Minh hauria convençut els altres membres que tan bon punt el Japó fos derrotat, seria el moment d'un aixecament general a tot el país per prendre el poder. La seva proposta va ser acceptada. Tan bon punt es van confirmar les notícies que el Japó s'havia rendit, aixecaments espontanis i altres dirigits per unitats del Vietminh es van reproduir per gairebé tot el país. Quan aquests aixecaments es van produir a Hanoi, les forces japoneses no van oferir pràcticament resistència i les forces del Vietminh haurien controlat la ciutat fàcilment. Poc després es produiria una presa del poder similarment pacífica a Hué i Saigon.
Poc després Ho Chi Minh hauria sortit de la base guerrillera de Tan Trao i el 25 d'agost hauria arribat a Hanoi per primera vegada en la seva vida. Poc abans a Tan Trao s'havia creat un Comitè d'Alliberament Nacional que havia de servir de govern provisional, amb Ho Chi Minh de president, fins que es pogués elegir un govern votat democràticament. Ho Chi Minh hauria suggerit poc després d'arribar a Hanoi que aquest govern provisional s'havia d'ampliar per incloure persones que no fossin del partit i que calia fer una declaració pública abans que les forces aliades arribessin a Hanoi. Els aliats havien acordat a la conferència de Potsdam, dividir el país en dos pel paral·lel 16. Poc després Ho Chi Minh s'hauria reunit amb el capità Archimedes "Al" Patti i Vo Nguyen Giap s'hauria trobat amb el representant francès Jean Sainteny.
El 27 d'agost Ho Chi Minh hauria convocat una nova trobada del Comitè d'Alliberament Nacional per acordar els membres del nou govern provisional i el text de la declaració d'independència. Poc després els membres del govern eren anunciats per la ràdio de Hanoi, Ho Chi Minh era nomenat president i ministre d'Afers Externs. El 2 de setembre de 1945, a la Place Pugiinier i davant d'una multitud, Ho Chi Minh va llegir la Declaració d'Independència de la República Democràtica del Vietnam.
Les primeres mesures del nou govern van intentar paliar dos dels grans mals del país. Per un costat la fam soferta per bona part de la població i per l'altra l'analfabetisme de bona part de la població. Es van repartir terres comunals entre camperols sense terra i es va iniciar un programa d'alfabetització que en un any hauria estat capaç d'alfabetitzar uns dos milions de persones. També es va publicar un decret per a escollir una assemblea constituent, es va establir el sufragi universal i es va abolir el sistema de mandarinat tradicional. Es van reduir els impostos i es van establir la jornada laboral de 8 hores i es van reduir els lloguers rurals un 25%.
Paral·lelament a la declaració d'independència s'hauria produit l'entrada de tropes del Kuomintang xinès a Indoxina. Aquestes haurien arribat a Hanoi el 9 de septembre. Ho Chi Minh hauria negociat amb els representants xinesos i hauria pogut mantenir el govern en funcionament malgrat l'ocupació. A la Cotxinxina les coses haurien anat diferent. El 12 de setembre, tropes britàniques i franceses haurien aterrat a la Cotxinxina. Tran Van Giau hauria hagut de dimitir del Comitè pel Sud pressionat pels nacionalistes i per la pressió feta per les forces britàniques. Les forces del Vietminh s'haurien retirat de la ciutat cap als afores. A finals de setembre els francesos haurien pres control de Saigon.

### Converses de pau i cerca de suport internacional
Els mesos després de la declaració d'independència Ho Chi Minh hauria manifestat la necessitat de negociar i la seva voluntat de fer concessions als francesos en el camp econòmic sempre i quan es reconegués la independència. Al mes de setembre del mateix 1945, el govern hauria organitzat una campanya per recaptar fons per tal de comprar armes a la qual Ho Chi Minh s'hauria oposat manifestant que l'arma més forta que tenien era el suport de la gent i que això la posava en perill. Ho Chi Minh també hauria pres mesures per intentar suavitzar la relació amb les forces invasores xineses, clarament anticomunistes, com per exemple l'alliberament de Ngo Dinh Diem o la dissolució del Partit Comunista de la Indoxina. Al mes de novembre de 1945, Ho Chi Minh hauria decidit formar un govern de coalició amb membres dels partits nacionalistes (no comunistes), amb la voluntat de preservar el màxim de suport popular i respondre a les pressions de les forces invasores xineses. El nou govern es va presentar l'1 de gener de 1946 i Ho Chi Minh va fer un discurs cridant a la unitat nacional. Al 6 de gener de 1946 van tenir lloc les primeres eleccions democràtiques de la història del pais. El Vietminh va obtenir més del 97% dels vots, pero es van reservar 70 escons per a l'oposició a l'Assemblea Nacional.
El 6 de març de 1946, després que la flota francesa entrés al port de Haiphong sense haver arribat a un acord amb les forces xineses, hi va haver intercanvi de foc. Davant de la pressió feta pels francesos i els xinesos Ho Chi Minh va veure's forçat a acceptar un acord amb els francesos per permetre l'entrada de 15.000 tropes que substituirien a les xineses, sense que aquests reconeguéssin el dret a la independència del Vietnam. Sí que va aconseguir la promesa que es realitzés un referèndum per decidir sobre la unió de les tres províncies: Annam, Tonquin i Cotxinxina. Ho Chi Minh va demanar al lider nacionalista Vu Hong Khanh que també signés perquè sabia que l'acord seria fortament criticat. Poc després d'aquest incident, el 31 de Maig, una delegació vietnamita amb Ho Chi Minh com a convidat d'honor, va partir cap a França per mantenir converses de pau amb els francesos.
Les converses de pau no van començar fins al mes de juliol i ho van fer amb més tensió acumulada

## Llegat
El 1975, pocs anys després de la seva mort el 1969, els vietnamites van derrotar militarment el govern pro-estatunidenc del Vietnam del Sud, assolint la reunificació del país.
Aquest mateix any, la ciutat de Saigon va ésser rebatejada Ciutat Ho Chi Minh en honor seu.

## Obres o escrits
- El judici a la colonització francesa
- Carnet de presó (poemes)